# Enhydrosoma cananeiae
Enhydrosoma cananeiae är en kräftdjursart som beskrevs av Jacobi 1955. Enhydrosoma cananeiae ingår i släktet Enhydrosoma och familjen Cletodidae. Inga underarter finns listade i Catalogue of Life.